# God of War: Chains of Olympus
God of War: Chains of Olympus — компьютерная игра в жанре приключенческого экшена с элементами hack and slash 2008 года, разработанная Ready at Dawn и изданная Sony Computer Entertainment для PlayStation Portable. Это четвёртая часть игровой серии God of War и приквел к оригинальной игре 2005 года для PlayStation 2; также это первый проект франшизы, в котором Santa Monica Studio не была основным разработчиком. В основе Chains of Olympus лежит греческая мифология, её события разворачиваются в Древней Греции, а протагонистом выступает спартанский воин Кратос, который служит олимпийским богам. Богиня войны и мудрости Афина поручает Кратосу найти бога Солнца Гелиоса, похищенного богом снов Морфеем с целью погрузить в сон других олимпийцев. С помощью силы Солнца и мощи титана Атланта Морфей и царица загробного мира Персефона намереваются уничтожить Столп Земли и гору Олимп.
Chains of Olympus напоминает предыдущие проекты серии с точки зрения игрового процесса: протагонист атакует встречающихся на его пути противников различными комбо-ударами с помощью основного оружия — Клинков Хаоса — и вторичного, приобретаемого по мере прохождения сюжетной кампании. В игре есть механика quick time event, при которой игроку необходимо в определённый момент выполнить различные действия с контроллером, чтобы победить более сильных врагов и боссов. Также главный герой обладает тремя магическими способностями, изменяющими его боевой стиль. Ко всему прочему, игровой процесс содержит элементы головоломки и платформера. Управление было адаптировано под раскладку PSP, которая имеет меньше кнопок, чем контроллер PlayStation 2.
Chains of Olympus получила признание критиков, став самым высокооценённым эксклюзивом для PSP на Metacritic и GameRankings. Одним из главных достоинств проекта они назвали его графику. Игра получила несколько наград, включая «лучшая экшн-игра для PSP», «лучшая графика» и «лучший звук». По состоянию на июнь 2012 года было продано свыше 3,2 млн копий игры по всему миру, что сделало её одним из самых продаваемых проектов для PSP. 13 сентября 2011 года Chains of Olympus была переиздана вместе с God of War: Ghost of Sparta в рамках сборника God of War: Origins Collection, после чего 28 августа 2012 года обе игры вошли в сборник God of War Saga; оба издания создавались для PlayStation 3.

## Игровой процесс
God of War: Chains of Olympus напоминает предыдущие части серии с точки зрения игрового процесса: это однопользовательская компьютерная игра с видом от третьего лица и фиксированной камерой. Игрок управляет персонажем Кратосом, который атакует встречающихся на его пути противников различными комбо-ударами. Протагонист противостоит вымышленным существам из греческой мифологии — циклопам, Горгонам, сатирам, гарпиям, минотаврам, гоплитам и сфинксам — и другим врагам, которые основаны на персонажах греческой мифологии, но были созданы специально для игры: зверям Морфея, теням, банши, огненным стражам, огненным часовым, стражам Гипериона и рыцарям смерти. Помимо hack and slash, в игре есть элементы других жанров компьютерных игр, в частности, платформера: так, для преодоления внутриигровых препятствий персонаж карабкается по стенам, перепрыгивает через пропасти, раскачивается на верёвках и балансирует на балках. Также в Chains of Olympus присутствуют головоломки различного уровня сложности: например, чтобы взобраться на высокую поверхность, Кратос должен подтолкнуть ящик к стене и использовать его в качестве подставки, тогда как для открытия прохода ему необходимо найти несколько предметов в разных частях уровня.
Основным оружием Кратоса являются Клинки Хаоса — прикреплённые к покрывающим запястья и предплечья цепям парные клинки персонажа: в сражениях игрок может различным образом атаковать ими на ближней и средней дистанциях. По мере прохождения сюжетной кампании Кратос приобретает новое оружие — Щит Солнца и Перчатку Зевса, при использовании которых его стиль боя меняется. Со временем Кратос изучает три магические способности — Ифрит, Луч Рассвета и Гнев Харона. Помимо этого у Кратоса есть аналог трезубца Посейдона из первой части под названием Копьё Тритона, позволяющий ему дышать под водой.
Помимо сюжетной кампании, в Chains of Olympus есть дополнительный режим испытаний под названием «Вызов Аида», для прохождения которого игроку необходимо выполнить определённые условия: например, сжечь 50 солдат с помощью способности Ифрит; он открывается после завершения сюжета. В качестве награды игрок получает бонусные костюмы для Кратоса, видео о разработке игры и концепт-арты персонажей и эскизы окружения. По завершении каждого из уровней сложности игры открываются дополнительные награды.

## Сюжет

### Сеттинг и персонажи
Как и в случае с предыдущими частями серии God of War, события Chains of Olympus разворачиваются в альтернативной версии Древней Греции, населённой олимпийскими богами, титанами и другими мифическими существами. Действие игры происходит между Ascension (2013) и God of War (2005). Персонаж исследует реально существующие места, например Аттику и древний город Марафон, а также вымышленные области, такие как храм Гелиоса, пещеры Олимпа, загробный мир, река Стикс, Тартар, Сады Элизия и храм Персефоны.
Аттика — охваченный войной город, который осаждают солдаты Персидской Империи и их питомец василиск. Город Марафон покрыт чёрным туманом бога снов Морфея. Сразу за городом находится храм Гелиоса, расположенный на вершине упавшей на Землю в отсутствие Гелиоса солнечной колесницы. В храме обитают боги северного, западного, восточного и южного ветров Борей, Зефир, Эвр и Нот, которые управляют колесницей. Под горой Олимп расположены одноимённые пещеры; в них находятся богиня Эос, Первобытный огонь и статуя Тритона. Загробный мир представляет собой расположенное под землёй царство мёртвых, в котором протекает река Стикс и находится проводник мёртвых Харон. Тартар — подземная тюрьма титанов, где заточён массивный титан Атлант. Место обитания благородных душ Сады Элизия расположено рядом с храмом Персефоны.
Главным героем игры является Кратос (Терренс С. Карсон) — бывший командир спартанской армии, некогда служивший богу войны Аресу. Он служит другим олимпийским богам в надежде, что те избавят его от ночных кошмаров. По мере развития сюжета на пути Кратоса встречаются другие персонажи: его наставница, богиня мудрости Афина (Эрин Торпи); богиня рассвета и сестра Гелиоса Эос (Эрин Торпи); царица загробного мира и главный антагонист Персефона (Марина Гордон); и заключённый в Тартар после Великой войны четырёхрукий титан Атлант (Фред Таташор). Погибшая дочь Кратоса Каллиопа (Деби Дерриберри) ненадолго воссоединяется с ним в Садах Элизия, а его жена Лисандра появляется во флэшбеках. Среди второстепенных персонажей в игре фигурируют захваченный Персефоной в плен бог Солнца Гелиос (Дуайт Шульц), паромщик загробного мира Харон (Дуайт Шульц) и осаждающий Аттику персидский царь (Фред Таташор). Морфей — невидимый персонаж, который влияет на сюжет.

### Сюжет
Примерно в середине своей десятилетней службы олимпийским богам Кратос отправляется в Аттику, чтобы отразить нападение персидской армии. После убийства персидского царя и уничтожения его армии и василиска Кратос наблюдает за падением Солнца с небес, из-за которого мир погружается во тьму. Продолжив свой путь в Марафоне, через распространившийся по Земле чёрный туман Морфея, спартанец слышит знакомую мелодию, которую в прошлом исполняла на флейте его покойная дочь Каллиопа. По прибытии в храм Гелиоса Кратос узнаёт от Афины, что воспользовавшийся отсутствием света Морфей погрузил в сон многих олимпийцев. Прежде чем разделить их участь, Афина поручает Кратосу найти Гелиоса и вернуть его на небо, тем самым развеяв чары Морфея. В конечном итоге спартанец находит сестру бога солнца Эос, которая сообщает ему, что её брата похитил Атлант. Последовав совету Эос, Кратос находит Первобытный огонь, с помощью которого он пробуждает огненных коней Гелиоса. На них спартанец достигает загробного мира, где дважды сталкивается с Хароном на реке Стикс; в первой схватке Харон побеждает Кратоса и изгоняет его в Тартар, однако спартанцу удаётся вернуться и уничтожить паромщика с помощью Перчатки Зевса.
Некоторое время спустя Кратос замечает Каллиопу и бросается в погоню за ней. По прибытии в храм Персефоны спартанец сталкивается с царицей подземного мира, которая предоставляет ему выбор: отказаться от своей силы и остаться с умершей дочерью или продолжить миссию. Кратос решает пожертвовать своими оружием и способностями, чтобы воссоединиться с Каллиопой, однако затем обнаруживает, что Персефона озлобилась на олимпийцев из-за предательства Зевса и своего заключения в подземном мире вместе с нелюбимым мужем Аидом. По задумке царицы подземного мира, её союзник Атлант должен был использовать силу похищенного Гелиоса, чтобы уничтожить Столп Земли и Олимп вместе с ним. Понимая, что разрушение Столпа также приведёт к исчезновению душ из загробного мира, в том числе Каллиопы, Кратос неохотно расстаётся со дочерью, чтобы сохранить её существование. После возвращения своей силы Кратос приковывает Атланта к Столпу, а богиню убивает. Перед смертью Персефона предупреждает спартанца, что его страдания никогда не закончатся. Обречённый вечно держать тяжесть мира на своих плечах Атлант также предупреждает Кратоса, что тот пожалеет о своём решении поддержать богов и ещё встретится с ним. С исчезновением Морфея Кратос отправляется обратно в мир смертных на солнечной колеснице. В сцене после титров увидевший возвращение Солнца Кратос теряет сознание от перенапряжения и падает на землю, однако Афина и Гелиос спасают его в последний момент.

## Разработка
Вскоре после выхода God of War на PlayStation 2 в 2005 году разработчики из Ready at Dawn предложили представителям студии Santa Monica Studio создать игру для PlayStation Portable. В феврале 2007 года сотрудники Ready at Dawn разместили в сети тизер с надписью Coming Soon, сформированную шрифтом God of War. В том же году редактор из 1UP получил раннюю копию God of War II и опубликовал руководство к игре, внутри которого был тизер с аббревиатурой «PSP» в символе Ω и надписью «Coming 2007». 12 марта руководитель разработки God of War II Кори Барлог официально подтвердил разработку Chains of Olympus, заявив: «Это отдельная история, которая тесно связана с глобальным сюжетом. God of War, God of War II, а затем — если все звёзды сойдутся — God of War III образуют трилогию, а за ней последует история для PSP». 25 апреля 2007 года в сети появился трейлер Chains of Olympus, вместе с которым состоялся анонс демоверсии на оптическом диске PSP UMD; реплики из трейлера озвучила актриса Линда Хант.
God of War: Chains of Olympus разрабатывалась на собственном движке Ready at Dawn, который был улучшен по сравнению с тем, что использовался при создании предыдущей игры компании Daxter. Разработчики использовали фиксированную камеру из God of War и переработали систему освещения таким образом, чтобы графика выглядела более реалистичной. Изначально игра создавалась с учётом ограниченной частоты процессора PlayStation Portable в 222 МГц. Сотрудники Ready at Dawn неоднократно обращались к представителям Sony с просьбой увеличить тактовую частоту PSP, чтобы игра поддерживала более высокую скорость. В конечном итоге Sony выпустила обновление прошивки, благодаря которому процессор мог поддерживать частоту 333 МГц. Более быстрый процессор позволил воспроизвести реалистичные эффекты крови, освещения и теней, а также улучшить ИИ противника. Тем не менее, это обновление сократило срок службы батареи. Технические ограничения PSP также осложняли бесшовную загрузку, однако сотрудники Ready at Dawn решили эту проблему, запустив в фоновом режиме файл вступительного ролика Daxter. После выхода игры руководитель разработки Ру Вирасурия заявил, что ему и его команде пришлось вырезать многопользовательский режим, некоторые головоломки, персонажей и диалоги из-за нехватки времени для их полноценной реализации.
К озвучиванию своих персонажей вернулись два актёра из God of War 2005 года — Терренс С. Карсон (Кратос) и Линда Хант (рассказчица). Эрин Торпи озвучила Афину и Эос, а Фред Таташор, который озвучивал различных персонажей в предыдущих проектах игровой серии — Атланта и персидского царя, так как их предшественники в ролях Афины и Атланта Кэрол Руджиер и Майкл Кларк Дункан не вернулись к работе над Chains of Olympus. Дуайт Шульц озвучил Харона и Гелиоса, а Деби Дерриберри закрепилась во франшизе в роли Каллиопы. Царицу загробного мира озвучила Марина Гордон. Второстепенных персонажей озвучили Брайан Киммет, Дон Люс и Эндрю Уилер.
Композитор Жерар Марино написал саундтрек к игре, который не продавался отдельно. После выпуска демоверсии игры на UMD Ready at Dawn предложила оформившим предварительный заказ пользователям музыкальный трек на диске под названием Battle of Attica. По словам Марино, это была первая мелодия, созданная для игры на основе концепт-артов и скриншотов. Композитор сочинил около 13 минут музыки для игры и переработал композиции из предыдущих частей игровой серии. Три трека из Chains of Olympus были включены в саундтрек к God of War: Ghost of Sparta в качестве бонусных треков.

## Выпуск
Релиз диска с демоверсией, получившего название God of War: Chains of Olympus — Special Edition: Battle of Attica, состоялся 27 сентября 2007 года; он содержал начальный отрезок игры, посвящённый противостоянию Кратоса с персидскими солдатами, их царём и василиском. На диске было записано видео о разработке проекта, а в комплекте с ним шёл шнурок с буквой Ω. После выпуска демоверсии в североамериканском и европейском регионах появилась её цифровая версия, доступная для скачивания через PlayStation Store. Из-за изменения срока релиза Chains of Olympus представители Ready at Dawn подготовили «специальную версию» демоверсии для оформивших предварительный заказ пользователей. По словам одного из разработчиков, создание уровня из этой версии заняло около 40 % времени разработки игры.
Изначально выпуск God of War: Chains of Olympus был запланирован на четвёртый квартал 2007 года, однако в сентябре того же года стало известно, что игра поступит в продажу в 2008 году. Таким образом, 4 марта 2008 года игра вышла в Северной Америке, 27 марта в Австралии, 28 марта в Европе и 10 июля в Японии, где за её издание отвечала Capcom. За первый месяц было продано свыше 340 500 физических копий, в результате чего Chains of Olympus заняла 5-е место в североамериканских чартах. 17 октября 2008 года игра была переиздана в Европе в рамках линейки Platinum Range, после чего в апреле 2009 года в Японии и Северной Америке состоялись ещё два переиздания под лейблами Best Price и Greatest Hits. 30 сентября 2009 года в Северной Америке, 1 октября в Европе и 11 ноября 2010 года в Японии стала доступна цифровая версия игры для загрузки в PlayStation Store. 3 июня 2008 года в Северной Америке Sony выпустила ограниченное издание Chains of Olympus, состоящее из игры, UMD-диска с фильмом «SuperПерцы», ваучера на Syphon Filter: Combat Ops и красной PSP с изображением лица Кратоса на задней панели. По состоянию на июнь 2012 года было продано более 3,2 млн копий игры по всему миру.
13 сентября 2011 года в Северной Америке и 16 сентября в Европе вместе с Ghost of Sparta игра была переиздана в рамках сборника God of War: Origins Collection, представляющего собой порт-ремастер обеих игр для PlayStation 3 с дополнительными улучшениями: высокое разрешение, стереоскопическое 3D, сглаженная графика, кадровая частота в количестве 60 кадров в секунду, функция вибрации DualShock 3 и трофеи. 13 сентября в Северной Америке также состоялся выпуск цифровой версии God of War: Origins Collection, которая была доступна для загрузки через PlayStation Store. К июню 2012 года было продано 711 737 копий God of War: Origins Collection по всему миру. 28 августа 2012 года God of War Collection, God of War III и Origins Collection были переизданы в рамках сборника God of War Saga, продававшегося в линейке Sony PlayStation Collections для PlayStation 3 в Северной Америке.

## Восприятие
| Сводный рейтинг    | Сводный рейтинг |
| Агрегатор          | Оценка          |
| ------------------ | --------------- |
| GameRankings       | 91,44 %         |
| Metacritic         | 91/100          |
| Иноязычные издания |                 |
| Издание            | Оценка          |
| 1UP.com            | A               |
| Eurogamer          | 8/10            |
| G4                 | 5/5             |
| GamePro            | 4,75/5          |
| GameSpot           | 8,5/10          |
| GameTrailers       | 9,3/10          |
| IGN                | 9,4/10          |
| Modojo             | [ 43 ]          |

Согласно агрегатору рецензий Metacritic, God of War: Chains of Olympus получила всеобщее признание критиков, имея наивысший балл среди проектов для PlayStation Portable. Рецензенты хвалили графику и оформление игры: например, Мэтт Леоне из 1UP назвал Chains of Olympus «техническим прорывом Sony и, возможно, самой красивой игрой на этой системе». В своей рецензии для Modojo.com Роберт Фалкон охарактеризовал её оформление как «потрясающее зрелище и пик развития PSP». Также обозреватель похвалил захватывающие визуальные эффекты и заявил, что «за время прохождения игра не проседает, лишь изредка уменьшаются детализация или скорость». С другой стороны, Джонатан Хант из G4 сетовал на периодически нестабильную кадровую частоту.
Несколько критиков похвалили адаптацию управления и игрового процесса: например, так как контроллер PS2 имеет два аналоговых джойстика, а PSP только один, рецензент GamePro заявил, что «отсутствие второго аналогового джойстика могло бы стать проблемой, но этого не произошло». По мнению Фалкона, несмотря на отсутствие второго аналогового джойстика, «Кратос великолепно управляется на PSP», а атаки оружием и магией «идеально распределены на кнопках управления PSP». Крис Ропер из IGN заявил, что управление выполнено лучше, чем на PS2. Также Роппер похвалил разработчиков из Ready at Dawn за «выдающуюся работу по сохранению набора движений Кратоса». К числу сильных сторон Chains of Olympus Леоне отнёс фантастический темп игры. С другой стороны, рецензент GamePro раскритиковал отсутствие разнообразия среди врагов, обозреватель G4 — головоломки, так как некоторые из них показались ему невероятно трудными, а Аарон Томас из GameSpot — небольшое количество этих головоломок. Кристан Рид из Eurogamer также осудил Ready at Dawn за вырезание некоторых головоломок, кооперативной игры, многопользовательского режима, диалогов и персонажей.
Рецензенты GameSpot и IGN раскритиковали короткую продолжительность сюжетной кампании и небольшое количество сражений с боссами, в то время как обозреватель GamePro заявил, что Chains of Olympus воспринимается «так же эпично», как и предыдущие части, и заявил, что даже если бы это была единственная игра серии, то «она бы всё равно заслуживала внимания». Критик из GameTrailers похвалил концепцию повторного прохождения за доступность всех специальных способностей в начале игры.
В статье IGN «Лучшее за 2008 год» Chains of Olympus одержала победу в номинациях «Лучшая игра в жанре экшн для PSP», «Лучшая графика» и «Лучший звук». В номинации «Лучшие игры 2008 года» по версии GameSpot игра получила награду «Выбор читателей». Diehard GameFAN назвал её лучшей игрой для PSP 2008 года. На церемонии вручения Spike Video Game Awards 2008 она получила номинацию в категории «Лучшая портативная игра». Она была признана «Игрой года для PSP» по версии Metacritic в 2008 году. Во время 12-й ежегодной церемонии вручения премии Interactive Achievement Awards в 2009 году представители Академии интерактивных искусств и наук присудили Chains of Olympus победу в номинации «Игра года для портативных консолей», а также номинировали её в категории «Приключенческая игра года». В сентябре 2010 года редакция GamePro назвала God of War: Chains of Olympus лучшей игрой для PSP.

### Комментарии
1. ↑  При участии Santa Monica Studio